# Quatuor à cordes de Dutilleux
Ne doit pas être confondu avec Ainsi finit la nuit.
« Ainsi la nuit »
Le quatuor à cordes « Ainsi la nuit » d'Henri Dutilleux a été composé entre 1971 et 1977 en réponse à une commande de la fondation Serge Koussevitzky destinée au Quatuor Juilliard. Dédié à la mémoire de l'amateur d'art américain Ernest Sussman, ami du compositeur, il est créé le 6 janvier 1977 à Paris par le Quatuor Parrenin.

## Histoire
Unique quatuor à cordes composé par Henri Dutilleux, Ainsi la nuit est une commande de la Fondation Koussevitzky pour le Juilliard String Quartet.
Fait rare pour la musique du XXe siècle, l'œuvre fut bissée à sa création.

## Analyse
L'œuvre est composée de sept sections composées à l'origine isolément puis liées entre elles par des passerelles nommées « parenthèses » et former ainsi, dans un processus créatif en évolution, un ensemble unitaire et cohérent : « tout se transforme insensiblement en une sorte de vision nocturne, [...] cela se présente, en somme, comme une suite d'états avec un côté un peu impressionniste ». Cet unique quatuor illustre le concept de mémoire à travers le principe de la variation et de la préfiguration et, tout en étant pleinement de son temps, remet en question, tels les quatuors de Beethoven et de l'École de Vienne, le temps musical.
1. Nocturne I
2. Miroir d'espace
3. Litanies I
4. Litanies II
5. Nocturne II
6. Constellations
7. Temps suspendu

Les cinq premières parties sont séparées par des « parenthèses », qui reprennent ou anticipent les thèmes et ambiances des mouvements principaux.
Sa durée d'exécution est d'environ 17 minutes.

## Discographie
- Quatuor Via Nova, 33t, Erato STU 71546, 1976[6].
- New World String Quartet, CD, Masters MCD 17[6].
- Quatuor Rosamonde, CD, ADDA/MFA 581 280[6].
- Quatuor Ludwig, CD, Timpani 1C 1005[6].
- Orpheus String Quartet, CD, Channel Classics (en) CCS 38 92[6].
- Juilliard String Quartet, CD, CBS[6].
- Arditti String Quartet, CD, Montaigne[6].
- Quatuor Sine Nomine, CD, Erato 4509-91721-2[6].